# 芭蕉螺
芭蕉螺（学名：Pterynotus alatus），是新腹足目骨螺科芭蕉螺属的一种。主要分布于中国大陆、台湾，常栖息在潮下带。
異名：。